# LeTourneau TC-497
LeTourneau TC-497 ( LeTourneau TC-497 Overland Train Mark II) – самый длинный колёсный автопоезд в истории.

Автопоезд LeTourneau TC-497 на испытании

Автопоезд LeTourneau TC-497 движется «змейкой»

LeTourneau TC-497 был построен в США в начале 1950-х годов. Заказчиком этого автомобиля стало министерство обороны США. В 1950-х годах в разгаре была холодная война и американцы опасались, что СССР смогут уничтожить все железные дороги США несколькими атомными ударами. Поэтому американские инженеры компании «ЛеТурно» спроектировали и создали поезд на колесах, которому не требовались специальные условия для перевозки груза.

## Особенности
Длина LeTourneau TC-497 составляла 173 метра, высота кабины 9 метров, грузоподъёмность – более 400 тонн. Гигант имел 54 колеса, каждое диаметром 3,5 метра. Особо прочные шины изготовила фирма «Firestone».
Каждое колесо оснащалось индивидуальным электромотором, но в отличие от прежних прототипов приводным агрегатом для генераторной установки служил газотурбинный двигатель. Общая мощность четырёх газотурбинных двигателей составляла 5'000 л.с.
Автопоезд состоял из 8–12 прицепов. На них перевозили оборудование и грузы общей массой до 150 тонн, при этом полная масса самого автопоезда составляла около 450 тонн.
Помимо грузовых прицепов были и прицепы для комфортного размещение экипажа из шести человек в жилых помещениях с местом для сна, приёма пищи, канализацией и даже с автоматической прачечной.
Гигантские размеры автопоезда создавали определённые трудности в управлении, поэтому разработчики TC-497 установили на машину электронную систему управления, что в те годы само по себе было технологическим успехом.
Водитель передавал команды с пульта управления тягачом исполнительным устройствам на всех звеньях с таким расчётом, чтобы каждое звено начинало выполнение манёвра в той же точке, в которой это проделал головной тягач. Итогом стала манёвренность, позволившая суперавтопоезду с лёгкостью объезжать различные препятствия.

## Испытания
Испытания LeTourneau TC-497 начались в 1962 году на полигоне Юма в аризонской пустыне и, предположительно, продолжались до 1969 года. Автопоезд показал запас хода в 600 км, максимальная достигнутая скорость составила 35 км/ч. Благодаря электронной системе управления, гигантский автопоезд успешно объезжал препятствия. Испытания доказали, что автопоезд способен передвигаться не только по шоссе, но и по бездорожью – песчаному ландшафту, пересечённой местности, снегу.

## Закрытие проекта
После проведённых испытание проект был закрыт. Сказалась сложность машины и дороговизна автопоезда: стоимость всего проекта составила около 3,7 миллиона долларов.
К тому же в 1962 году на вооружение армии США поступил тяжёлый транспортный вертолёт Sikorsky CH-54 Tarhe. Американские военные отдали предпочтение этому вертолёту в качестве транспортного средства для тяжёлых грузов. В отличие от гиганта TC-497, вертолёту дороги были не нужны.
По окончании испытаний автопоезд был выставлен на продажу за $1,4 млн. Однако покупателей на него не нашлось. Прицепы были пущены на металлолом в 1971 году, а сам тягач восстановлен и сегодня находится в экспозиции Yuma Proving Ground Heritage Center.